# 남병길
남병길(南秉吉, 1820년~1869년)는 조선 말기의 문신으로, 천문·역법서의 저자로 알려져 있다. 본관은 의령(宜寧), 자는 자상(字裳)·원상(元裳), 호는 육일재(六一齋)·혜천(惠泉)이다. 외조부는 김조순이며, 형은 수학자로 알려진 남병철(南秉哲)이다.
1848년(헌종 14년) 증광시에 급제하여 이조 참판, 한성 판윤 등을 역임하였고, 《철종실록》의 편찬에도 참여하였다.
산학과 천문학에 능하여 관련 분야의 여러 서적을 저술하였다.

## 가족 관계
- 증조부 : 남일구(南一耉)
- 할아버지 : 남종헌(南宗獻)
- 아버지 : 남구순(南久淳)
- 어머니 : 김조순(金祖淳)의 딸
  - 형님 : 남병철(南秉哲)
- 부인 : 조기겸(趙基謙)의 딸

## 저서
남병길은 남병길, 남원상, 육일재 등의 이름으로 천문학과 수학에 대한 30여권의 저술을 남겼다.
- 《성경(星鏡)》
- 《시헌기요(時憲紀要)》[2]
- 《중성신표(中星新表)》(1853년)
- 《춘관통고(春官通考)》(1869년)
- 《양도의도설(量度儀圖說)》
- 《추보첩례(推步捷例)》
- 《칠정보법(七政步法)》
- 《태양출입표(太陽出入表)》
- 《산학정의(算學正義)》
- 《선택기요(選擇紀要)》
- 《춘추일식고(春秋日食攷)》

## 참고 자료
- 노규래, 〈南秉吉의 生涯와 天文學〉, 《한국과학사학회지》, 1984.